# Goteira bicipital
A goteira bicipital situa-se no úmero (braço) entre o troquino / pequena tuberosidade e o troquiter / grande tuberosidade, dá passagem à longa porção do músculo bíceps braquialis.
No lábio anterior da goteira bicipital insere-se o músculo pectoralis magnus e no seu lábio posterior os músculos teres major e latíssimus dorsi.